# Anton Drozdov
Pas d'image ? Cliquez ici

a Compétitions nationales et continentales officielles uniquement.

b Matchs officiels uniquement.
Dernière mise à jour le 13 décembre 2020.
Anton Drozdov (en russe : Антон Дроздов), né le 8 octobre 1996, est un joueur russe de rugby à XV qui évolue au poste de pilier. Il a commencé sa carrière en tant que troisième ligne à Taganrog, mais a ensuite été repositionné en tant que pilier à Novokouznetsk.

## Biographie
Natif de Beglitsa, proche de Taganrog, il y débute le rugby en 2007. Il signe son premier contrat pro au sein de son club d'enfance, le Boulava Taganrog. Après deux saisons, il rejoint le Metallurg Novokouznetsk, mais n'y reste qu'une saison. En effet en 2017, il rejoint le VVA Podmoskovie. En 2018, il décroche sa première sélection avec la Russie, lors d'une tournée en Amérique du Nord. Il retrouvera la sélection l'année suivante, pour un test face au Japon. 
En 2021, il quitte le VVA et rejoint le RC CSKA Moscou. Après l'arrêt de l'équipe première, il s'engage en faveur du Strela Kazan.

## Statistiques en équipe nationale
| Année | Compétition | Matchs | Points | Essais | Transf. | Drops | Pénal. |
| ----- | ----------- | ------ | ------ | ------ | ------- | ----- | ------ |
| 2018  | Test        | 2      | -      | -      | -       | -     | -      |
| 2019  | Test        | 1      | -      | -      | -       | -     | -      |
| Total | Total       | 3      | -      | -      | -       | -     | -      |